# マッコーネル湖
マッコーネル湖（マッコーネルこ、Lake McConnell）とは、かつて北アメリカ大陸に存在したとされる、巨大な氷河跡湖（proglacial lake）である。

## 概要
マッコーネル湖は、現在で言うカナダに、約1万1800年前から約8300年前までの間存在したと考えられている、氷河跡湖である

。
ただし、この存在期間には、出典によって少し幅が存在する。まず、この湖が現れたのは、約1万2000年前であるとする出典が存在する

。
そして、この湖が消滅したのは、約9000年前から約8000年前の間であるとする出典が存在する 

。
この湖は、カナダに現存する湖であるグレートベア湖、グレートスレイブ湖、アサバスカ湖などを全て含んでいたと考えられている。逆に、これらの湖は、このマッコーネル湖の残渣と考えられている。ところで、現在のグレートベア湖の水面の標高は約186m

、現在のグレートスレイブ湖の水面の標高は約156m

、現在のアサバスカ湖の水面の標高は約213mである

。
このマッコーネル湖の水面の標高がどれだけだったのかには幾つか説があるものの、少なくとも以上の湖の現在の水面の標高よりは高い。マッコーネル湖の水面の標高は、最高約280mであったとする説

、最高約305mに達したとする説

が存在する。また、マッコーネル湖の水面の面積が最大となったのは、今から約1万500年前のことで、その時の面積は約21万km2に達したとも言われている

。
そして、マッコーネル湖の水面の長さが最大となった時には約1100kmあったと考えられており、これは現在地球上に存在するどの湖よりも長い湖である

。
その後マッコーネル湖は、今から9000年前から8000年前の間に、グレートスレイブ湖とアサバスカ湖とに別れた。この他グレートベア湖もこの湖から別れた湖なので、これら3つの湖は「姉妹の湖」と喩えられたりする

。